# Голунський Сергій Олександрович
Голунський Сергій Олександрович (4 (16) липня 1895 Москва — 29 листопада 1962 Москва) — радянський правознавець, фахівець з міжнародного права і криміналістики, дипломат, доктор юридичних наук, професор МДУ, член-кореспондент Академії наук СРСР по Відділенню суспільних наук (право).
Закінчив 1917 юридичний факультет Московського університету.

У 1923—1939 рр. працював в органах прокуратури. Спочатку помічником прокурора в Новгородській губернії, з 1926 р — старшим помічником Північно-Кавказького крайового прокурора. З 1929 р в прокуратурі Кабардино-Балкарії, потім в прокуратурі РРФСР.

З початку 1934 р викладав кримінальний процес і криміналістику в Московському правовому інституті, потім в Правовій академії при ЦВК СРСР.

У жовтні 1937 йому присуджується вчений ступінь кандидата юридичних наук без захисту дисертації, в червні 1938 р — звання професора, а в листопаді того ж року вчений захищає докторську дисертацію на тему: «Процесуальні умови та порядок притягнення до кримінальної відповідальності та віддання до суду».